# Ivana Zemanová
Ivana Zemanová z domu Bednarčíková (ur. 29 kwietnia 1965 w Bystřicach nad Pernštejnem) – czeska romanistka, polityk, żona prezydenta Czech Miloša Zemana, pierwsza dama w latach 2013–2023.

## Życiorys
Ukończyła romanistykę na Uniwersytecie Masaryka w Brnie. Do 2003 była związana z Czeską Partią Socjaldemokratyczną.
2 sierpnia 1993 została drugą żoną Miloša Zemana (uroczystość odbyła się w praskim Ratuszu Nowomiejskim), a 1 stycznia 1994 urodziła im się córka Kateřina.
W latach 1998–2002 jej mąż był premierem, a od 8 marca 2013 do 8 marca 2023 był prezydentem Czech.